# Andreas Helmke
Andreas Helmke (* 1945) ist ein deutscher Erziehungswissenschaftler und emeritierter Professor für Entwicklungspsychologie und Pädagogische Psychologie an der Universität Koblenz-Landau.

## Leben
Nach dem Studium der Rechtswissenschaft und der Psychologie arbeitete er von 1977 bis 1982 in Projekten der Bildungsforschung unter Leitung Helmut Fends an der Universität Konstanz, wo die Promotion erfolgte; von 1982 bis 1992 war er Mitarbeiter von Franz Emanuel Weinert und Projektleiter im Max-Planck-Institut für psychologische Forschung in München; die Habilitation erfolgte an der Ludwig-Maximilians-Universität München 1991. Helmke emeritierte im Jahr 2013.

## Leistungen
Von 1992 bis 2013 war er ordentlicher Universitätsprofessor an der Universität Koblenz-Landau. Von 1996 bis 1998 war er Gastprofessor des Deutschen Akademischen Austauschdienstes (DAAD) an der Nationalen Universität Hanoi/Vietnam und ist seit 1997 Honorarprofessor für Pädagogische Psychologie und Entwicklungspsychologie am Institut für Psychologie der Universität Innsbruck. Gemeinsam mit seiner Frau Tuyet berät Helmke das vietnamesische Erziehungsministerium; er ist auch Berater von Bildungsministerien und Qualitätsagenturen in Deutschland und der Schweiz.

### Schwerpunkte
Helmke gehört zu den Vertretern der empirischen Erziehungswissenschaft. 2002 untersuchte er in der MARKUS-Studie, einer der ersten deutschen Large-Scale-Assessment-Studien, den Mathematikunterricht in Rheinland-Pfalz. Des Weiteren rezipierte Helmke die sogenannte Metastudie „Visible Learning“ von John Hattie (auch bekannt als „Hattie-Studie“) in der sechsten Auflage seines Buches „Unterrichtsqualität und Lehrerprofessionalität“. Auch die VERA (Vergleichsarbeiten in der Schule) für die deutschen Kultusministerien sind von ihm mit verantwortet. Bekannt sind seine „Zehn Merkmale guten Unterrichts“ und die Werkzeugsammlung für „evidenzbasierte Methoden der Unterrichtsdiagnostik und -entwicklung (EMU)“, das im Rahmen des UdiKom-Projekts entwickelt wurde.

## Veröffentlichungen
- (Hg.): Das Projekt MARKUS. Mathematik-Gesamterhebung Rheinland-Pfalz. Kompetenzen, Unterrichtsmerkmale, Schulkontext, Landau 2002
- Unterrichtsqualität und Lehrerprofessionalität. Diagnose, Evaluation und Verbesserung des Unterrichts, Klett, Stuttgart, Kallmeyer, Seelze 2008, ISBN 978-3-7800-1009-4
- Was wissen wir über guten Unterricht?, in: Pädagogik, Jg. 58, H. 2/2006, S. 42–45.
- mit Ludger Brüning, Tobias Saum: Direkte Instruktion – Kompetenzen wirksam vermitteln. Neue Deutsche Schule, Essen 2019, ISBN 978-3-87964-324-0.